# Unapologetically
| Совокупная оценка | Совокупная оценка |
| Источник          | Оценка            |
| ----------------- | ----------------- |
| AnyDecentMusic?   | 6.3/10            |
| Metacritic        | 74/100            |
| Оценки критиков   |                   |
| Источник          | Оценка            |
| AllMusic          | [ 3 ]             |
| Rolling Stone     | [ 4 ]             |
| Paste Magazine    | 8.1/10            |

Unapologetically — второй студийный альбом американской кантри-певицы Келси Баллерини, вышедший 3 ноября 2017 года на лейбле Black River. Продюсером были Jason Massey, Forest Glen Whitehead, Jimmy Robbins. Диск Баллерини возглавил кантри-чарт Великобритании и был на третьем месте в американском чарте Top Country Albums, а также был номинирован на премию Грэмми в категории Лучший альбом в стиле кантри.
Делюксовое издание альбома с 4 новыми бонусными треками вышло 26 октября 2018.

## Об альбоме
Unapologetically дебютировал на № 7 в американском хит-параде Billboard 200 с тиражом 44000 альбомных эквивалентных единиц, включая 35000 истинных альбомных продаж. Это высшее положение из всех её альбомов. К ноябрю 2018 года тираж составил 118,200 копий в США.
Альбом получил положительные отзывы музыкальных критиков и интернет-изданий.
7 декабря 2018 года альбом был номинирован на музыкальную премию Грэмми в категории Лучший альбом в стиле кантри.

## Синглы
С альбома было издано три официальных сингла. Лид-синглом стала песня «Legends» (7 июня 2017). Он попал в кантри-радио 10 июля 2017. Он стал четвёртым чарттолппером певицы в кантри-чарте Billboard Country Airplay в дату с 24 февраля 2018. «I Hate Love Songs» был издан 12 марта 2018 года. Он достиг № 25 в Billboard Country Airplay, став для Ballerini самым низким дебютом в карьере на тот день и впервые не попав в Top 20. «Miss Me More» вышел в качестве третьего сингла 15 октября 2018.
Также было издано три промосингла: «Unapologetically» (11 августа 2017) и «High School» (22 сентября 2017), «Miss Me More» (20 октября 2017).

## Список композиций
| №                   | Название            | Автор(ы)                                             | Длительность |
| ------------------- | ------------------- | ---------------------------------------------------- | ------------ |
| 1.                  | «Graveyard»         | Келси Баллерини Шейн Маканалли Forest Glen Whitehead | 3:46         |
| 2.                  | «Miss Me More»      | Баллерини David Hodges Brett McLaughlin              | 3:12         |
| 3.                  | «Get Over Yourself» | Баллерини Маканалли Ross Copperman                   | 3:20         |
| 4.                  | «Roses»             | Баллерини Zach Crowell Ashley Gorley                 | 2:57         |
| 5.                  | «Machine Heart»     | Баллерини James Abrahart Greg Wells                  | 3:09         |
| 6.                  | «In Between»        | Баллерини Маканалли Jimmy Robbins                    | 3:29         |
| 7.                  | «High School»       | Баллерини                                            | 3:55         |
| 8.                  | «End of the World»  | Баллерини Хиллари Линдси Lindsay Rimes               | 3:28         |
| 9.                  | «I Hate Love Songs» | Баллерини Маканалли Trevor Rosen                     | 3:11         |
| 10.                 | «Unapologetically»  | Баллерини Линдси Whitehead                           | 3:38         |
| 11.                 | «Music»             | Баллерини Robbins Jennifer Denmark Nicolle Galyon    | 3:23         |
| 12.                 | «Legends»           | Баллерини Линдси Whitehead                           | 4:03         |
| Общая длительность: | Общая длительность: | Общая длительность:                                  | 41:31        |

| №   | Название                                                       | Автор(ы)                                   | Длительность |
| --- | -------------------------------------------------------------- | ------------------------------------------ | ------------ |
| 13. | «Fun and Games»                                                | Баллерини Маканалли Whitehead              | 3:00         |
| 14. | «I Think I Fell in Love Today»                                 | Баллерини                                  | 2:32         |
| 15. | «Landslide» (live from Nashville) (Fleetwood Mac cover)        | Стиви Никс                                 | 3:17         |
| 16. | «This Feeling» (The Chainsmokers при участии Kelsea Ballerini) | Alexander Pall Andrew Taggert Emily Warren | 3:17         |

## Награды и номинации
| Год  | Награда      | Категория                    | Результат |
| ---- | ------------ | ---------------------------- | --------- |
| 2019 | Grammy Award | Лучший альбом в стиле кантри | Номинация |

## Позиции в чартах
| Чарт (2017)                              | Высшая позиция |
| ---------------------------------------- | -------------- |
| Австралия (ARIA)                         | 12             |
| Австралия Country Albums (ARIA)          | 1              |
| Канада (Canadian Albums Chart)           | 18             |
| Новая Зеландия Heatseeker Albums (RMNZ)  | 5              |
| Шотландия (Scottish Albums Chart)        | 24             |
| Великобритания (UK Albums Chart)         | 50             |
| Великобритания (UK Country Albums Chart) | 1              |
| США Billboard 200                        | 7              |
| США (Billboard Top Country Albums)       | 3              |
| США (Billboard Independent Albums)       | 2              |

## Сертификации
| Регион                                                                      | Сертификация | Продажи |
| --------------------------------------------------------------------------- | ------------ | ------- |
| США (RIAA)                                                                  | Золотой      | 500 000 |
| Данные о продажах + прослушиваниях приведены только на основе сертификации. |              |         |